# De Genenberg
De Genenberg is de naam van een ronde stenen korenmolen aan de Genenberg 6 te Sint-Michielsgestel die in 1891 werd gebouwd. Het is een beltmolen uit 1841. De molen heeft gemalen tot 1964; daarna is hij verbouwd tot woning. Van het gaande werk resteert nog een deel; alle maalwerktuigen zijn echter verwijderd. De Genenberg is wel draaivaardig. Een deel van de woning is in de molenbelt ingebouwd.
De molen wordt bewoond en is niet te bezoeken.